# Joey Badass
Joey Badass, stylisé Joey Bada$$, de son vrai nom Jo-Vaughn Virginie Scott, né le 20 janvier 1995 à Brooklyn, New York, est un rappeur, modèle et acteur américain. Élevé à Bedford-Stuyvesant, un quartier de Brooklyn à New York, il est fondateur et membre du collectif Pro Era, avec qui il publie trois mixtapes. Joey publie sa première mixtape, 1999, en juin 2012, suivie de Rejex en septembre, et de Summer Knights le 1er juillet 2013. Son premier album, B4.DA.$$, est publié le 20 janvier 2015.

## Biographie

### Jeunesse
Jo-Vaughn Scott, né le 20 janvier 1995, est le fils aîné de sa famille. Sa famille est originaire de Sainte-Lucie dans les Caraïbes, du côté de sa mère. Il est jamaïcain du côté de son père. Il est né dans la section East Flatbush de Brooklyn, à New York, dans l'État de New York. Il est élevé à Bedford–Stuyvesant et a étudié à la Edward R. Murrow High School.
Il se lance sous le nom de JayOhVee, mais le change plus tard pour Joey Bada$$. Il explique que ce changement de nom est dû au fait que les médias s'intéressaient bien plus aux noms cyniques. Il explique que « ce qui avait l'air cool à cette époque, ça représentait mon humeur. » Joey explique s'être initialement lancé dans la poésie à l'âge de onze ans,. Il forme un collectif connu sous le nom de Progressive Era, ou Pro Era comme diminutif, au lycée avec ses camarades Capital Steez, CJ Fly et Powers Pleasant,,,.

### Signature chez Cinematic Music (2010–2012)
En octobre 2010, Joey poste sur YouTube une vidéo de freestyle. Sa performance est remarquée par Jonny Shipes, président de Cinematic Music Group et manager de Big K.R.I.T. et Smoke DZA. Le collectif Pro Era est depuis représenté par ce label,. Début 2012, Joey et Capital Steez postent une vidéo de Survival Tactics sur la chaîne YouTube ProfckingERA qui contient un sample de la chanson éponyme de Styles of Beyond. En février 2012 sort la première mixtape de Pro Era intitulée The Secc$ Tape.

### 1999et popularisation (2012)

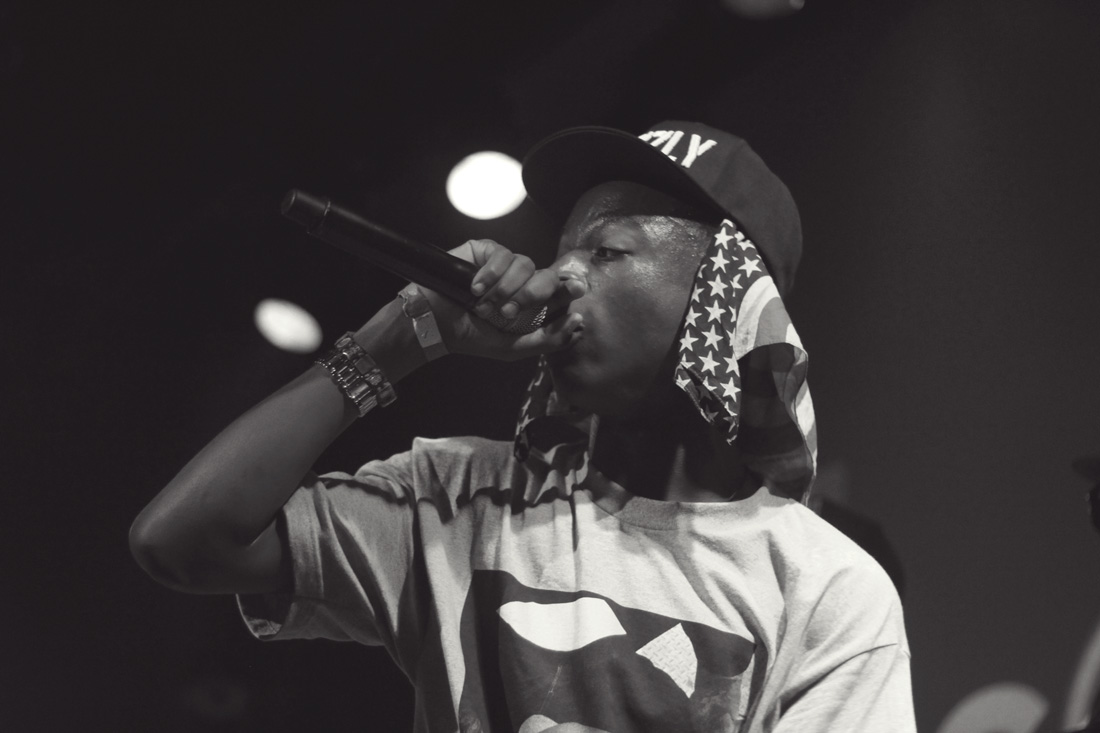
Joey Bada$$, sur scène en juin 2012.

En juin 2012, Joey publie sa première mixtape solo, 1999, qui lui permet d’accroître sa popularité au sein de la scène underground,. La mixtape est élue 38e meilleur album en 2012 par le magazine Complex et meilleure mixtape en 2012 par HipHopDX. Le 6 septembre la même année, il publie une autre mixtape intitulée Rejex, contenant toutes les chansons non incluses dans la mixtape en 1999.
Le rappeur Mac Miller tente de collaborer avec Joey Bada$$ sur Twitter. Joey participe à la chanson America et joue pour Miller au Roseland Ballroom en avril 2012. Avec Juicy J en tête d'affiche, Joey et Pro Era joue à la tournée The Smoker's Club's One Hazy Summer Tour, présentée par Ecko Unltd. et livemixtapes.com. La tournée de 30 dates est lancée en juin 2012. Il participe au posse cut (en) du titre 1 Train dans l'album d'ASAP Rocky Long. Live. A$AP (2013) qui fait également participer Action Bronson, Kendrick Lamar, Yelawolf, Big K.R.I.T., et Danny Brown.
En décembre 2012, Joey Bada$$ semble, selon certaines rumeurs, avoir signé sur le label de Jay-Z, Roc Nation,. Cependant en janvier 2013, Joey dément ces rumeurs affirmant qu'il préfère rester indépendant plutôt que de signer chez une major. Le 21 décembre 2012, Pro Era publie la mixtape P.E.E.P: The aPROcalypse. Le 24 décembre 2012, Capital STEEZ, l'ami de Joey et membre de Pro Era, se suicide.

### Summer KnightsetB4.DA.$$(2013–2016)
Au printemps 2013, il fait partie de la XXL Freshman Class 2013 du magazine XXL, aux côtés de Schoolboy Q, Trinidad Jame$, Action Bronson, Ab-Soul, Logic, Kirko Bangz, Travi$ Scott, Dizzy Wright et Angel Haze. Le 1er juillet 2013, Joey publie sa troisième mixtape, Summer Knights.
Son premier album studio, intitulé B4.Da.$$, qui comprend des productions de DJ Premier, Statik Selektah et J Dilla, entre autres, sort le 20 janvier 2015, le jour de son vingtième anniversaire. En 2016, Joey Bada$$ fait ses premiers pas en tant qu'acteur en interprétant le rôle de Leon dans la saison 2 et la saison 3 de la série Mr. Robot.

### ALL-AMERIKkKAN BADA$$(depuis 2017)
En 2016, Joey Bada$$ annonce un nouvel album par le biais de différents extraits. Le premier est dévoilé au festival de Coachella 2016. ALL-AMERIKKKAN BADA$$ sort finalement le 7 avril 2017, se classant 5e du Billboard 200 lors de sa première semaine. L'album inclut deux singles, Land of the free et Devastated, ainsi qu'un duo avec Schoolboy Q, Rockabye Baby.
Le 5 juillet, il publie le single Love Is Only a Feeling dans lequel il sample le titre du même nom composé par Homeshake.
Après avoir regardé l'éclipse solaire du 21 août 2017 sans lunettes de protection, il est contraint d'annuler trois concerts à Toronto, Cleveland et Chicago après s'être plaint de problèmes de vision.

## Discographie

### Albums studio
- 2015 : B4.DA.$$
- 2017 : ALL-AMERIKKKAN BADA$$
- 2022 : 2000 (en)

### Mixtapes
- 2012 : 1999
- 2012 : Rejex
- 2013 : Summer Knights

### Avec Pro Era
- 2012 : The Secc$ Tape
- 2012 : P.E.E.P: The aPROcalypse
- 2014 : The Secc$ Tape 2
- 2014 : The Shift EP
- 2019 : Escape from New York

### Featurings
- 2012 : Talking Shit de Capital STEEZ sur l'album AmeriKKKan Korruption
- 2012 : America de Mac Miller sur l'album Macadelic
- 2012 : Gotham Fuckin' City de Smoke DZA sur l'album K.O.N.Y.
- 2012 : Swank Sinatra de DyMe-A-DuZin sur l'album A Portrait of Donnovan
- 2013 : 1 Train d'A$AP Rocky sur l'album Long.Live.ASAP
- 2013 : Black and White de Jared Evan sur l'album Boom Bap and Blues
- 2013 : Bird's Eye Vew de Statik Selektah sur l'album Extended Play
- 2015 : Hood de Tablo (Epik High) pour le single Hood
- 2018 : infinity (888) de XXXTentacion sur l'album ?
- 2020 : 327 de Westside Gunn sur l'album Pray For Paris
- 2022 : How U feel de $not sur l’album Ethereal

## Filmographie

### Cinéma

#### Long métrage
- 2022 : Beauty d'Andrew Dosunmu : Sammy

#### Court métrage
- 2020 : Two Distant Strangers de Travon Free (en) et Martin Desmond Roe (en) : Carter James

### Télévision

#### Séries télévisées
- 2016 - 2019 : Mr. Robot : Leon
- 2019 : Wu-Tang : An American Saga : Rebel
- 2019 - 2020 : Boomerang (en) : Camden Knight
- 2019 - 2021 : Grown-ish : Lui-même
- 2020 : Power Book III : Raising Kanan : Unique
- 2022 : Ramy : L'homme tatoué